# Землетрус у Туреччині та Сирії (2023)
6 лютого 2023 року серія катастрофічних і смертоносних землетрусів вразила південну та центральну Туреччину та частини північної Сирії. Це сталося за 34 км (21 милю) на захід від міста Газіантеп о 04:17, спричинивши масштабні руйнування та десятки тисяч жертв у регіоні. З магнітудою щонайменше 7,8 це найсильніший землетрус з 1939 року і найсильніший зареєстрований землетрус, який вразив Туреччину в сучасний час. Це один із найпотужніших землетрусів, коли-небудь зареєстрованих у Леванті, та найбільший за кількістю жертв у світі після землетрусу на Гаїті 2010 року. Структурної шкоди внаслідок землетрусу зазнали також Ізраїль, Ліван та Кіпр.
Землетрус супроводжувався численними афтершоками включно з надзвичайно потужною магнітудою 7,8 через дев'ять годин після основного землетрусу. Кількість загиблих внаслідок землетрусів у Туреччині та Сирії перевищила 50 тисяч. Сильний зимовий шторм перешкодив рятувальним роботам, обсипаючи руїни снігом і призводячи до різкого зниження температури. Через низьку температуру в цих районах постраждалі, особливо ті, хто опинився під уламками, піддаються великому ризику гіпотермії.
За даними представника Управління щодо запобігання та ліквідації наслідків надзвичайних ситуацій Орхана Татара, вчені порівняли силу двох землетрусів, що сталися у Туреччині 6 лютого 2023 року (перший — тривав 65 секунд, а другий — 45 секунд), з ударом еквівалентним 500 атомних бомб; згодом сталося понад 2 тис. афтершоків, переважна більшість — силою понад 4 балів.

## Тектонічна обстановка

Мапа Анатолійського плато з східноанатолійським розломом

### Геологія
За попередніми даними, місце землетрусу було розташоване в районі потрійного з'єднання між Анатолійською, Аравійською та Африканською плитами. Механізм і місце землетрусу відповідають тому, що землетрус стався або в зоні Східноанатолійського розлому, або в зоні Трансформаційного розлому Мертвого моря. Східноанатолійський розлом враховує екструзію Туреччини в Егейське море на захід, а трансформація Мертвого моря враховує рух Аравійського півострова на північ відносно Африканської та Євразійської плит.
Президент Національного інституту геофізики та вулканології Італії (INGV) Карло Дольоні оцінив ситуацію, яка виникла після руйнівних землетрусів у Туреччині. За його словами, відбувся дуже потужний землетрус, який спершу навіть змусив оголосити в Італії попередження про цунамі. «Те, що ми називаємо Аравійською плитою, перемістилося приблизно на три метри в напрямку з північного сходу на південний захід відносно Анатолійської плити», — заявив він. Загальна протяжність розлому, за словами Карло Дольоні, становить щонайменше 150 кілометрів. Він пояснив, що площина розлому дуже нахилена, а горизонтальне зміщення відбувалося з обох його боків. Тобто дві тектонічні плити рухалися одна відносно одної. Як відомо, більша частина Туреччини розташована на Анатолійській плиті, але південний захід Туреччини переходить на Аравійську плиту поряд із Сирією.

### Сейсмічність
Регіон, де 6 лютого 2023 року стався землетрус, є відносно спокійним у сейсмологічному відношенні. З 1970 року в межах 250 км від землетрусу 6 лютого сталося лише три землетруси магнітудою 6 або більше. Найбільший із них, магнітудою 6,7, стався на північний схід від землетрусу 24 січня 2020 року. Усі ці землетруси сталися вздовж або поблизу розлому Східної Анатолії.
Незважаючи на відносний сейсмічний спокій в епіцентральній зоні 6 лютого, на півдні Туреччини та на півночі Сирії в минулому відбулися значні й руйнівні землетруси. Сирійське місто Алеппо кілька разів руйнувалося сильними землетрусами, хоча точні місця та магнітуди цих землетрусів можна лише оцінити. Алеппо вразив землетрус магнітудою 7,1 у 1138 році та землетрус магнітудою 7,0 у 1822 році. Оцінки жертв землетрусу 1822 року становили 20—60 тис. людей.

## Землетруси

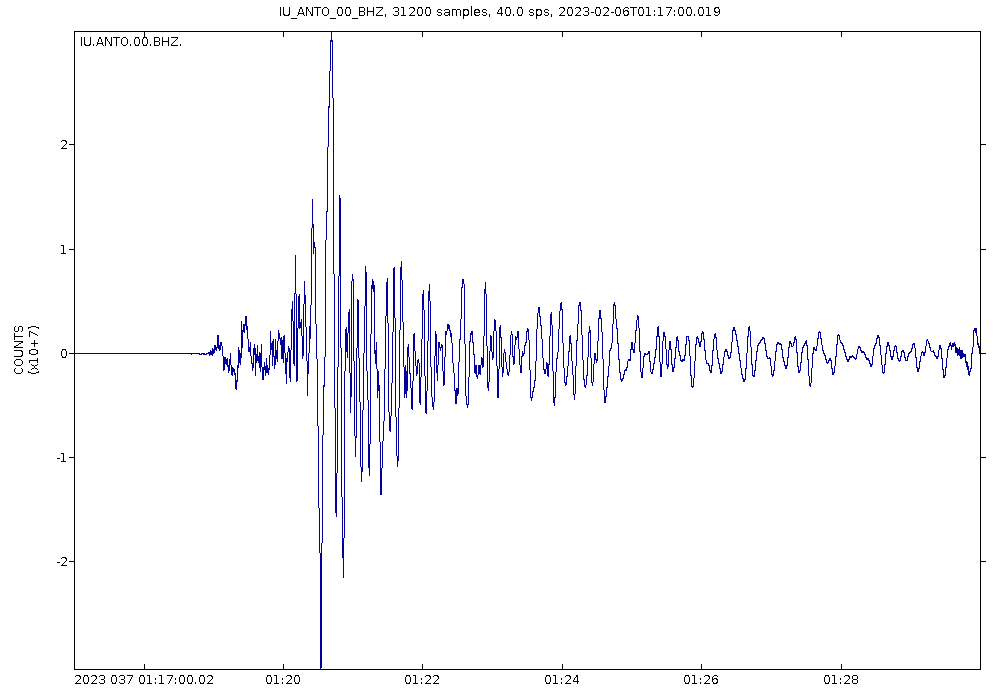
Сейсмограма землетрусу

Геологічна служба США (USGS) зафіксувала землетрус у момент магнітуди 7,8 (M ww). Епіцентр був на захід від Газіантепа в провінції Газіантеп, поблизу кордону із Сирією. Поштовх мав фокальний механізм, відповідний «мілкому» зсуву. Розрив стався або на північно-західно-південно-східному розломі з північно-східним падінням, або на північно-західно-південно-східному північно-західному розломі. Геологічна служба США оцінила розрив у ~190 км завдовжки та ~25 км завширшки.
Цей землетрус став найсильнішим, коли-небудь зареєстрованим у Туреччині, та порівнюваним із землетрусом в Ерзінджані 1939 року.
Другий землетрус магнітудою 7,5 стався через 9 годин вздовж розлому, що простягається зі сходу на захід.

### Афтершоки
Землетрус мав афтершок магнітудою 6,7. За даними USGS, протягом шести годин після основного поштовху було зареєстровано 24 афтершоки силою 4,0 або більше.

## Наслідки

### Туреччина
| Провінція     | Загиблі | Поранені |
| ------------- | ------- | -------- |
| Адана         | 408     | 7450     |
| Адияман       | 3105    | 11 778   |
| Батман        | 0       | 20       |
| Діярбакир     | 255     | 901      |
| Елязиг        | 5       | 379      |
| Газіантеп     | 2141    | 11 563   |
| Хатай         | 5111    | 15 613   |
| Кахраманмараш | 5323    | 9243     |
| Кіліс         | 22      | 518      |
| Малатья       | 289     | 7300     |
| Османіє       | 878     | 2224     |
| Шанлиурфа     | 304     | 4663     |

Зазначається, що на території Туреччини від природнього катаклізму загинули 44 218 людей, постраждали щонайменше 13,5 млн людей. Зруйновано та пошкоджено щонайменше 4 млн будівель, тисячі людей опинилися під завалами. Деякі з тих, хто потрапив у пастку, транслювали свої благання про допомогу в соціальних мережах. Як повідомляється, із постраждалих регіонів Туреччини було евакуйовано близько 530 тис. людей. Землетруси зруйнували або серйозно пошкодили 173 тис. будівель у країні, й досі майже 2 млн турків проживають у тимчасових притулках. Землетрус викликав широкі тріщини на дорогах.

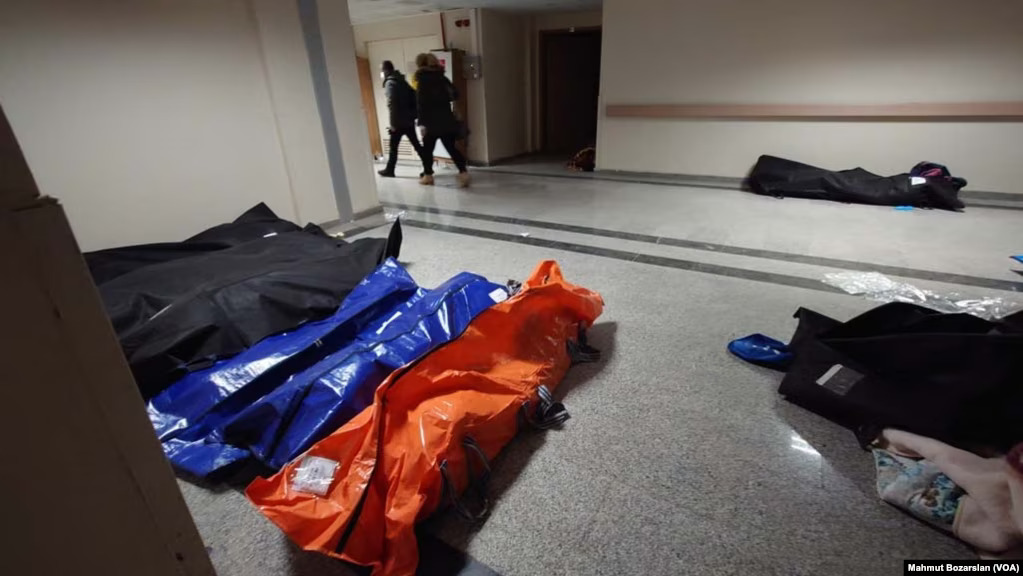
Тіла в навчально-дослідній лікарні в Адіямані, Туреччина

Багато будівель було зруйновано в Адиямані та Діярбакирі, де завалився торговий центр. Фортеця Діярбакир об'єкт Всесвітньої спадщини ЮНЕСКО, також частково зруйнована, а також повідомляється про пошкодження споруд на прилеглому об'єкті Всесвітньої спадщини Сади Гевсель.

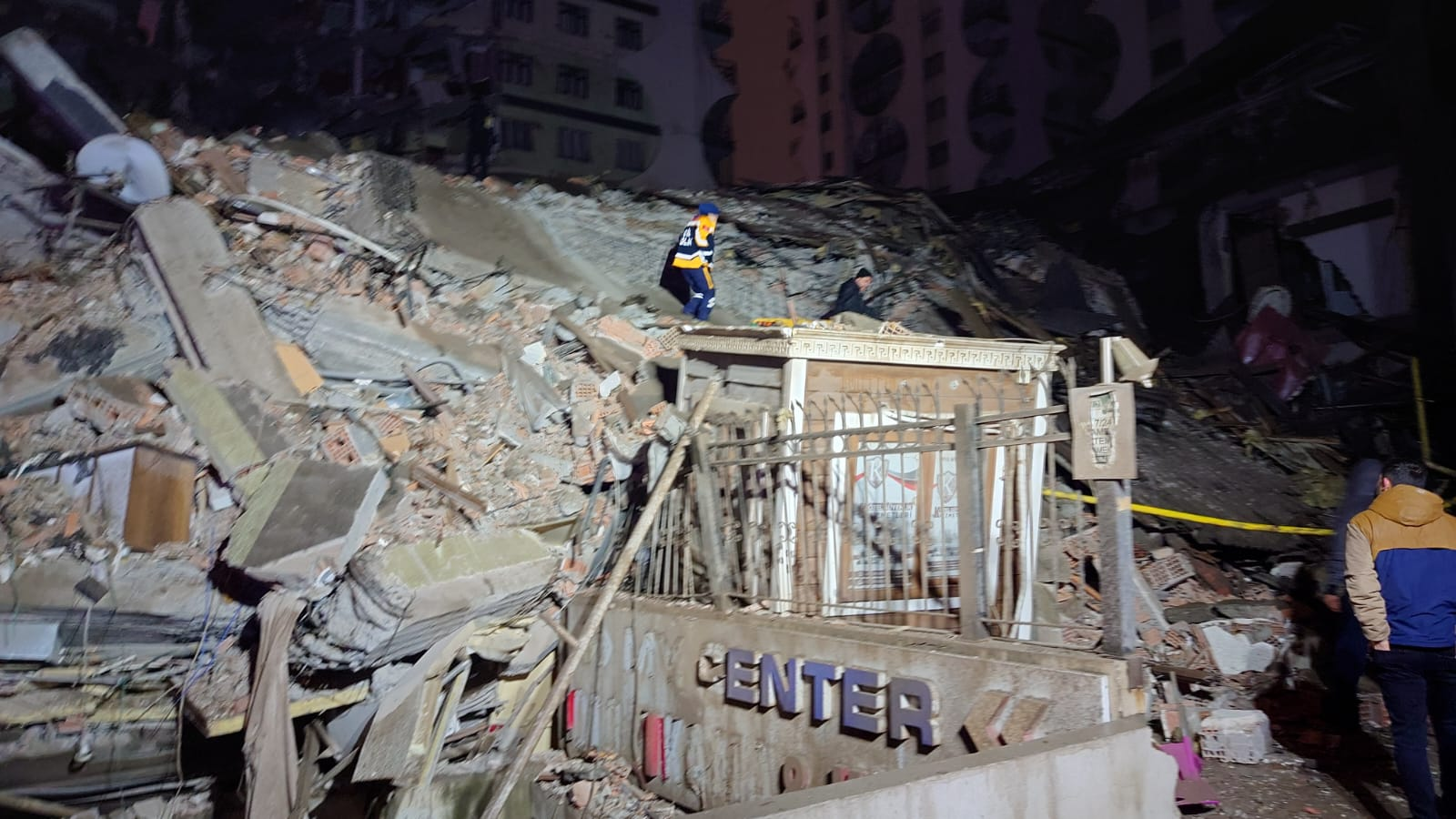
Уламки обваленої будівлі, бізнес-центр Galeria, Діярбакир, Туреччина

Загалом у провінції Діярбакир загинули 255 людей, ще 901 отримали поранення.
У провінції Адана загинули 408 осіб і 7450 отримали поранення. Аеропорт Адана Шакірпаша був закритий через пошкодження злітно-посадкової смуги. У провінції Малатья повідомляється про щонайменше 289 загиблих і 7300 поранених. Щонайменше 300 будівель було зруйновано в Малатії. Стеля аеропорту Малатья Ерхач зазнала часткового обвалу, як і історична мечеть.
У провінції Газіантеп щонайменше 2141 людина загинула, ще 11 563 отримали поранення. Значно пошкоджено багато історичних місць, наприклад замок Газіантеп і собор Святої Марії. Аеропорт Газіантеп був змушений обмежити свої послуги рятувальними рейсами. У таких містах, як Нурдагі, були створені масові могили, щоб поховати переважну кількість загиблих (до 40 % населення міста, або близько 16 300 жителів).
У провінції Хатай 5111 людей загинули, 6200 отримали поранення, а невідома кількість людей опинилася під завалами зруйнованих будівель. Щонайменше 2749 будівель в Антак'ї та районах Кіріхан та Іскендерун були зруйновані. Злітно-посадкова смуга аеропорту Хатай була зруйнована, що призвело до скасування рейсів. Столична мерія Анкари почала ремонт пошкодженого аеропорту. Дві провінційні лікарні та поліцейська дільниця були зруйновані, вибухнув газопровід. Зруйнована будівля асамблеї провінції Хатай. У районі Гюзельбурч в Антак'ї було зруйновано кілька десятків будівель. У центральному районі міста та районі Себрайл, де багато будівель стояли 40—50 років, майже кожен будинок зруйнувався. Більшість команди та тренерського штабу місцевого футбольного клубу «Хатайспор» спочатку опинилися в пастці під час обвалу своєї штаб-квартири в Антак'ї, а потім були врятовані, але було підтверджено, що спортивний директор Танер Савут все ще перебуває під завалами.
В Іскендеруні, промисловому місті в провінції Хатай, у порту спалахнула велика пожежа, що призвело до його закриття та перенаправлення багатьох суден. Багато вантажних контейнерів загорілися, спостерігався великий стовп диму, а десятки транспортних контейнерів перекинулися. Вперше про пожежу, яка, ймовірно, виникла в контейнері з легкозаймистою промисловою оливою, надійшло 6 лютого о 17:00 за місцевим часом. Цієї ночі були безуспішні спроби загасити пожежу. Берегова охорона ліквідувала її 6 лютого; але наступного дня пожежа спалахнула знову Міністерство оборони Туреччини остаточно підтвердило вдень 8 лютого, що воно повністю загасло полум'я, але 9 лютого спалахнуло знову. Повінь сталася вздовж берегової лінії міста, затопивши вулиці на глибині до 200 м. Собор Благовіщення Пресвятої Богородиці, резиденція римо-католицького апостольського вікаріату Анатолії, був майже повністю зруйнований.

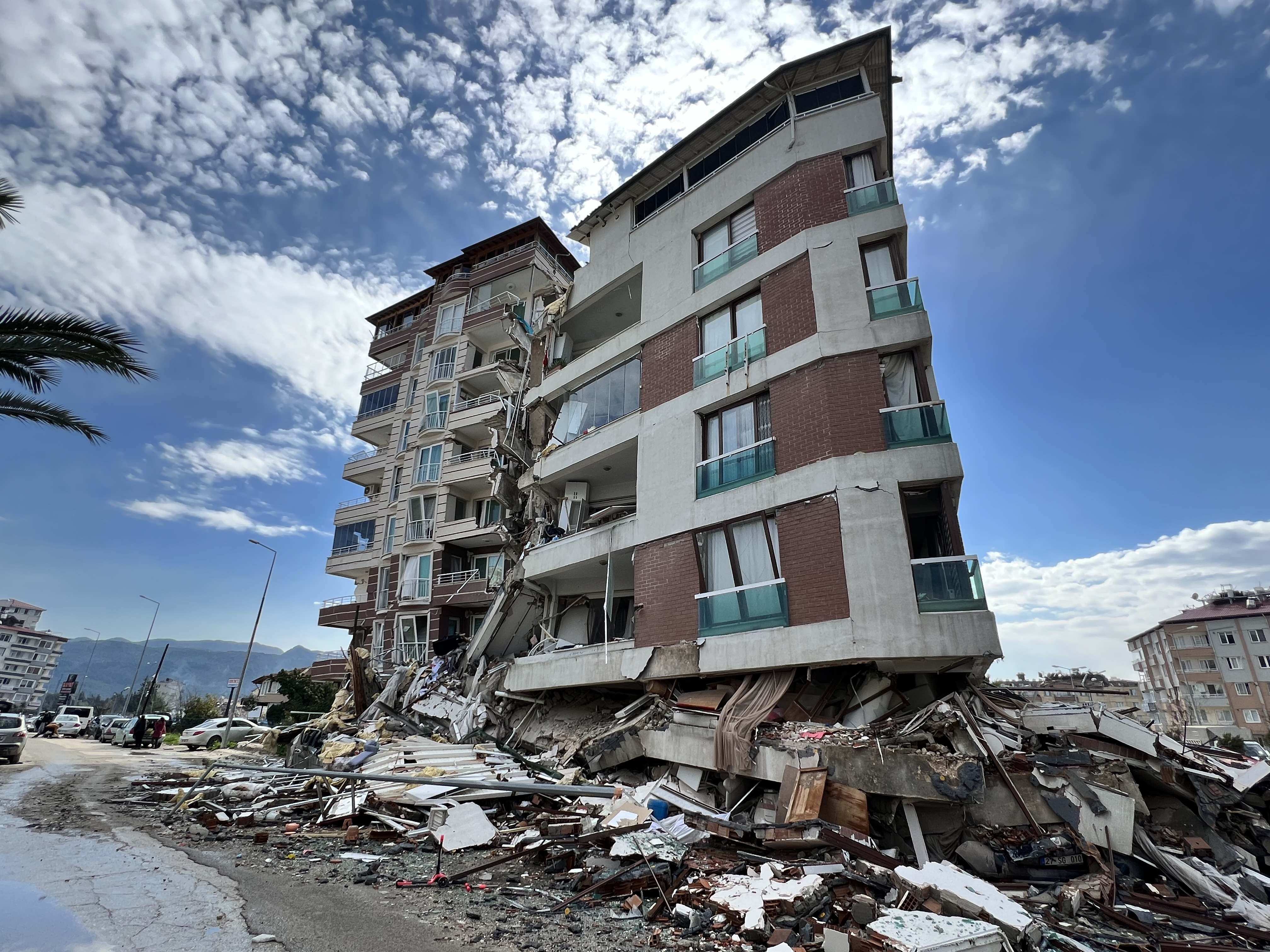
Зруйновані будівлі в Хатаї, Туреччина

У Кахраманмараші загинули щонайменше 5323 людини, у тому числі 4493 поховані під завалами, і 9243 людини отримали поранення. У місті відбувалися масові поховання. Пізніше Міністерство внутрішніх справ підтвердило, що там повністю зруйновано 941 будівлю. Під час пошукових робіт під завалами часто знаходили частини тіл.
- У провінції Кіліс щонайменше 22 людини загинули, ще 518 отримали поранення[56].

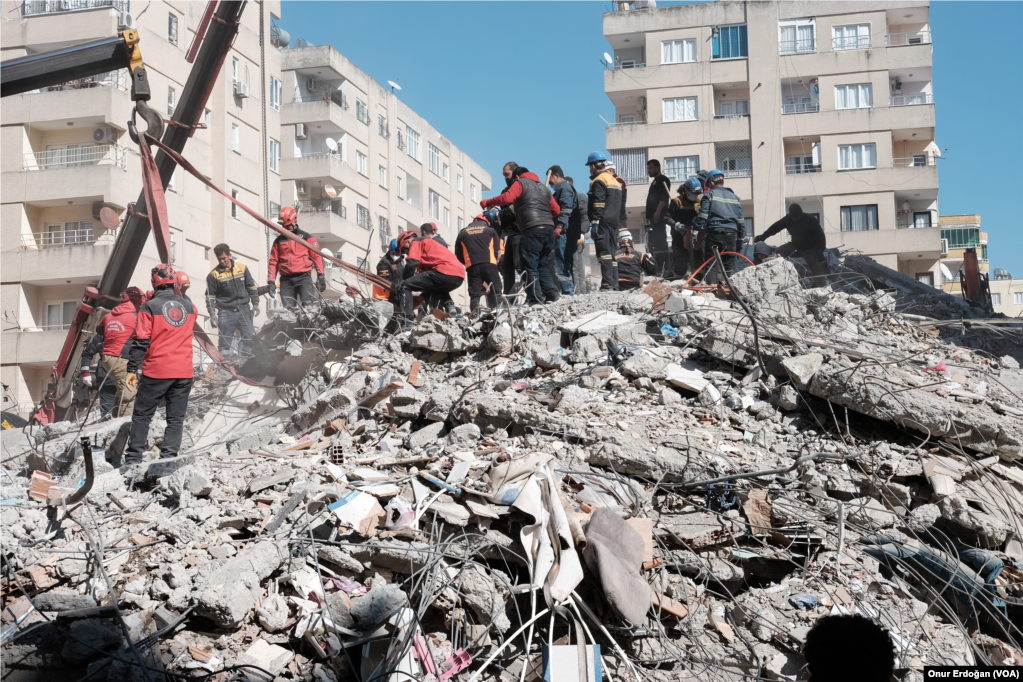
Рятувальники в Османіє, Туреччина

- У провінції Османіє щонайменше 878 людей загинули, 2224 людини отримали поранення, 101 будівля зруйнована.
- У провінції Адіяман щонайменше 3105 людей загинули і 9718 отримали поранення[57], в той час як понад 600 будівель обрушилися, включаючи мерію Адіямана.[58]
- У провінції Шанліурфа щонайменше 304 людини загинули, 4663 отримали поранення і 19 будівель обрушилися.[59]
- У районі Кизилтепе провінції Мардін жінка померла від серцевого нападу під час землетрусу.[60]
- У провінції Батман 20 людей отримали поранення, один з них серйозно, два будинки обрушилися, ще 38 отримали пошкодження.[61]
- У провінції Бінгьоль кілька будинків тріснули, а частина худоби загинула в результаті обвалення сараїв.[62]
- П'ятеро людей загинули і 379 отримали поранення в провінції Елязиг. Незаселений житловий будинок був пошкоджений, а згодом обвалився після потужного афтершоку магнітудою 7,7 в Елязигу.[63]
- У провінції Сівас підземні поштовхи пошкодили глинобитний будинок і ще одну будівлю.[64] Троє турецьких солдатів також загинули під час рятувальних операцій.[65]
- Місто Нурдагі в провінції Газіантеп, яке сильно постраждало від землетрусу, було вирішено повністю знести і відбудувати заново[66].

Серед підтверджених загиблих — член Великих національних зборів Туреччини Адіяман Якуп Таш і воротар Єні Малатьяспор Ахмет Ейюп Тюркаслан, який загинув під уламками будівлі, що зруйнувалася. Колишній депутат Сіткі Гювенч помер від травм землетрусу 9 лютого 2023 року. Туреччина вперше за 35 років відкрила кордон з Вірменією, щоб полегшити ліквідацію наслідків землетрусу.
Протягом місяця турецькі силовики заарештували понад 200 осіб, причетних до будівництва обвалених під час землетрусів будівель. Так, в провінції Малатья міцність окремих багатоповерхівок була такою, що один з будинків буквально склався і повністю обвалився після кидка чоловіком невеликого каменю в нього.

### Сирія

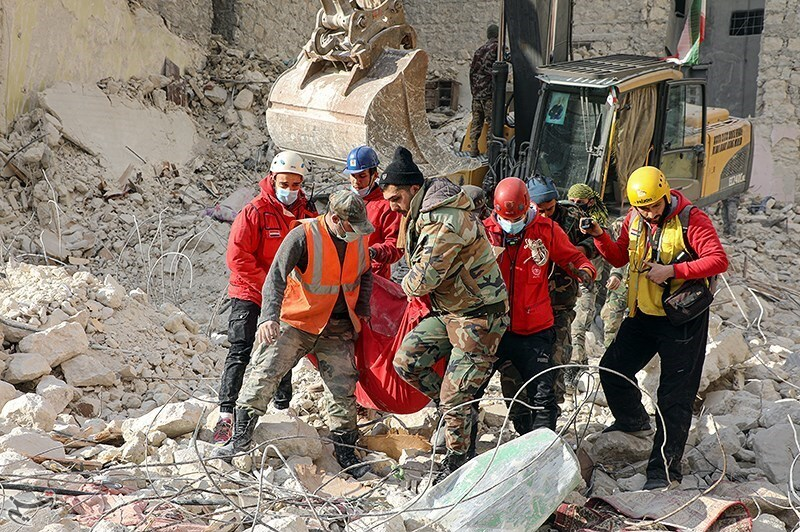
Алеппо, Сирія

Зазначаеться, що на території Сирії від природнього катаклізму 5 914 людей. Майже дев'ять мільйонів людей у Сирії постраждали, від землетрусу повідомила ООН. Міністерство охорони здоров'я Сирії зафіксувало понад 2063 смертельних випадки, пов'язані з землетрусом, і 2950 поранених у контрольованих урядом районах, більшість з яких були в провінціях Алеппо і Латакія. У районах контрольованих повстанцями, щонайменше 3556 людей загинули і ще 2200 отримали поранення. Серед загиблих по всій країні понад 200 дітей і 164 жінки. До 5,37 мільйона людей по всій Сирії могли залишитися без даху над головою та потребувати притулку, заявив Сіванка Дханапала, представник Верховного комісара ООН у справах біженців у Сирії.
Сотні були вбиті в містах Джіндірес і Атаріб. У Джебла загинули щонайменше 283 людини, 173 отримали поранення, 19 будівель обрушилися. 9 лютого кількість загиблих у Джабле становила 283; 173 людини отримали поранення, 19 будівель обрушилися. Під час розчищення завалів 10 лютого було знайдено чотири тіла, а 15 тіл знаходилися в процесі підйому. 11 лютого шість тіл було витягнуто з-під уламків зруйнованого будинку на вулиці Аль-Малієх, Джабле. У селі Атме загинули 11 людей, багато жителів були поховані. Через відсутність рятувальних команд у кількох селах, таких як Атаріб, Беснія, Джіндірес, Маланд, Салкін і Сармада, мирні жителі годинами знаходились під завалами. У Латакії щонайменше 150 осіб, у тому числі 46 студентів і вчителів, загинули, ще 350 отримали поранення. Щонайменше 48 людей були загинуло в Хамі. Принаймні 43 з цих смертей сталися під час обвалення восьмиповерхової будівлі, що також призвело до 75 поранених і загалом 125 людей.
Президент Сирійсько-американського медичного товариства Амджад Расс заявив, що відділення швидкої допомоги переповнені пораненими. У провінції Ідліб лікарня прийняла 30 тіл. Футболіст Надер Джоухадар, який грав за національну збірну, загинув разом зі своїм сином, коли їхній будинок обвалився в Джабле.
За даними Міжнародного комітету порятунку, землетрус стався, коли райони, утримувані повстанцями, готувалися до хуртовини та спалаху холери. В Алеппо, другому за величиною місті Сирії, зруйновані десятки будівель, загинуло понад 400 людей. Станом на 6 лютого тіла 210 жертв були повернуті їхнім родинам. Головне управління старожитностей і музеїв заявило, що різні археологічні об'єкти по всьому місту були сильно потріскані або обрушені. Також повідомлялося про тріщини на зовнішньому фасаді Національного музею Алеппо. У лікарні Сирійсько-американського медичного товариства в Атарібі, Алеппо, було виявлено 120 тіл. Близько 20 000 будинків постраждали в Алеппо, залишивши 70 000 людей без дому. У Раджо у в'язниці були тріснуті стіни та двері. Щонайменше 20 ув'язнених, які, як вважають, були членами ІДІЛ, втекли з установи.
У Дамаску багато людей вибігли зі своїх домівок на вулиці. У північних частинах міста багато будівель отримали тріщини. Багато будівель у Сирії вже були пошкоджені громадянською війною, яка триває майже 12 років. Побудований хрестоносцями замок Маргат зазнав пошкоджень: частина вежі та частини деяких стін обвалилися. Цитадель Алеппо також постраждала. Загалом 490 глинобитних будівель частково або повністю зруйновано, а тисячі інших були пошкоджені на північному заході Сирії. Також постраждав мінарет Великої мечеті в Кобане. У Джіндіресі було зруйновано принаймні 250 будівель; серед загиблих була сім'я з 7 осіб — єдиним, хто вижив, був новонароджений. Міністр освіти сказав, що щонайменше 248 шкіл у регіоні були пошкоджені.
Associated Press з посиланням на місцевих жителів повідомляє, що дамба Афрін отримала тріщини. 9 лютого о 04:00 дамба прорвалась і затопило село Аль-Тлул. Сильний дощ також спричинив розлив річки. Вода з дамби спричинила повінь та затоплення околиць. Майже всі його жителі були змушені покинути село; близько 500 сімей були переселені. Як повідомляє Reuters з посиланням на місцевих жителів, загинуло від 35 до 40 людей, а більшість будівель в Аль-Тлулі були пошкоджені або зруйновані землетрусом.

### Інші країни
У Лівані, з початком землетрусу, мешканці прокинулись вночі, будівлі в країні хиталися до 40 секунд. У Бейруті мешканці вийшли з будинків та залишилися на вулицях. Загалом пошкодження в Лівані були обмеженими, деякі будівлі постраждали в містах Ель-Мінія, Ель-Мінья та Бурдж-Хамуд.
Землетрус також відчувався аж до Кіпру.
Європейський середземноморський сейсмологічний центр повідомив, що поштовхи також відчувалися в Греції, Йорданії, Ізраїлі, Іраці, Болгарії, Румунії, Грузії та Єгипті. В Іраку велика кількість мешканців залишалися на вулиці, очікуючи оголошення про те, що повертатися додому безпечно.

### Оцінка збитків
За словами професора геофізики в обсерваторії Канділлі, кількість загиблих може бути подібною до землетрусу в Ізміті в 1999 році, коли загинули 18 373 людини. Служба геологічної служби США PAGER оцінила 35-відсоткову ймовірність економічних втрат від 1 до 10 млрд дол. США. Служба оцінила ймовірність смерті від 100 до 1000 у 34 відсотки; Імовірність смерті від 1000 до 10 000 становить 31 %.

## Втрати
Кількість загиблих внаслідок землетрусів у Туреччині та Сирії, перевищила 50 тисяч.
Так, в Туреччині загинули 44 218 людей. 17 — у районі Шанлиурфа, 7 — в Османіє, 23 — у Малатії та 6 — у Діярбакирі. Деякі люди, які опинилися під завалами, транслювали свої благання про допомогу в соцмережах.
У Сирії загинули 5 914 людей. Міністерство охорони здоров'я Сирії зафіксувало 237 смертельних випадків, пов'язаних із землетрусом, у контрольованих урядом районах, зокрема в провінціях Алеппо, Латакія, Хама і Тартус. Понад 200 загинули в містах Алеппо, Хама і Латакія. За даними Цивільної оборони Сирії, в контрольованих повстанцями районах загинуло 147 людей. В Атмеді, селі в Сирії, загинули 11 людей, багато жителів були поховані. Президент Сирійсько-американського медичного товариства Амджад Расс сказав, що відділення швидкої допомоги переповнені пораненими. У провінції Ідліб лікарня прийняла 30 тіл. Ще 648 отримали поранення в районах, контрольованих урядом, а в районах, контрольованих повстанцями, кількість поранених склала 340 осіб.
Кількість загиблих у Туреччині та Сирії в результаті землетрусу (за датами рятувальної операції, з нарощуванням) склала:
- 6 лютого 2023 року – 2300 осіб
- 7 лютого 2023 року – 7100 осіб
- 8 лютого 2023 року – 11 234 особи
- 9 лютого 2023 року – 21 051 особа[131][132]
- 10 лютого 2023 року – 22 368 осіб[133]
- 11 лютого 2023 року — 23 700 осіб[134]
- 12 лютого 2023 року – 33 000 осіб
- 13 лютого 2023 року – 36 217 осіб
- 14 лютого 2023 року – 41 000 осіб[135]
- 18 лютого 2023 року – 46 472 особи[136]
- 24 лютого 2023 року – 50 000 осіб[137]
- 25 лютого 2023 року – 50 132 особи[138][139]

## Цунамі
Невеликі хвилі цунамі були зафіксовані біля узбережжя Фамагусти, Кіпр, без пошкоджень, повідомляє департамент геологічної служби. Департамент цивільного захисту Італії опублікував попередження, яке пізніше скасував щодо можливого хвилі цунамі, що обрушиться на узбережжя Італії. Мешканцям узбережжя порадили тікати на височину та слідувати місцевій владі. Залізничне сполучення було тимчасово призупинено на Сицилії, Калабрії та Апулії та відновлено вранці.

## Міжнародна реакція

### Країни

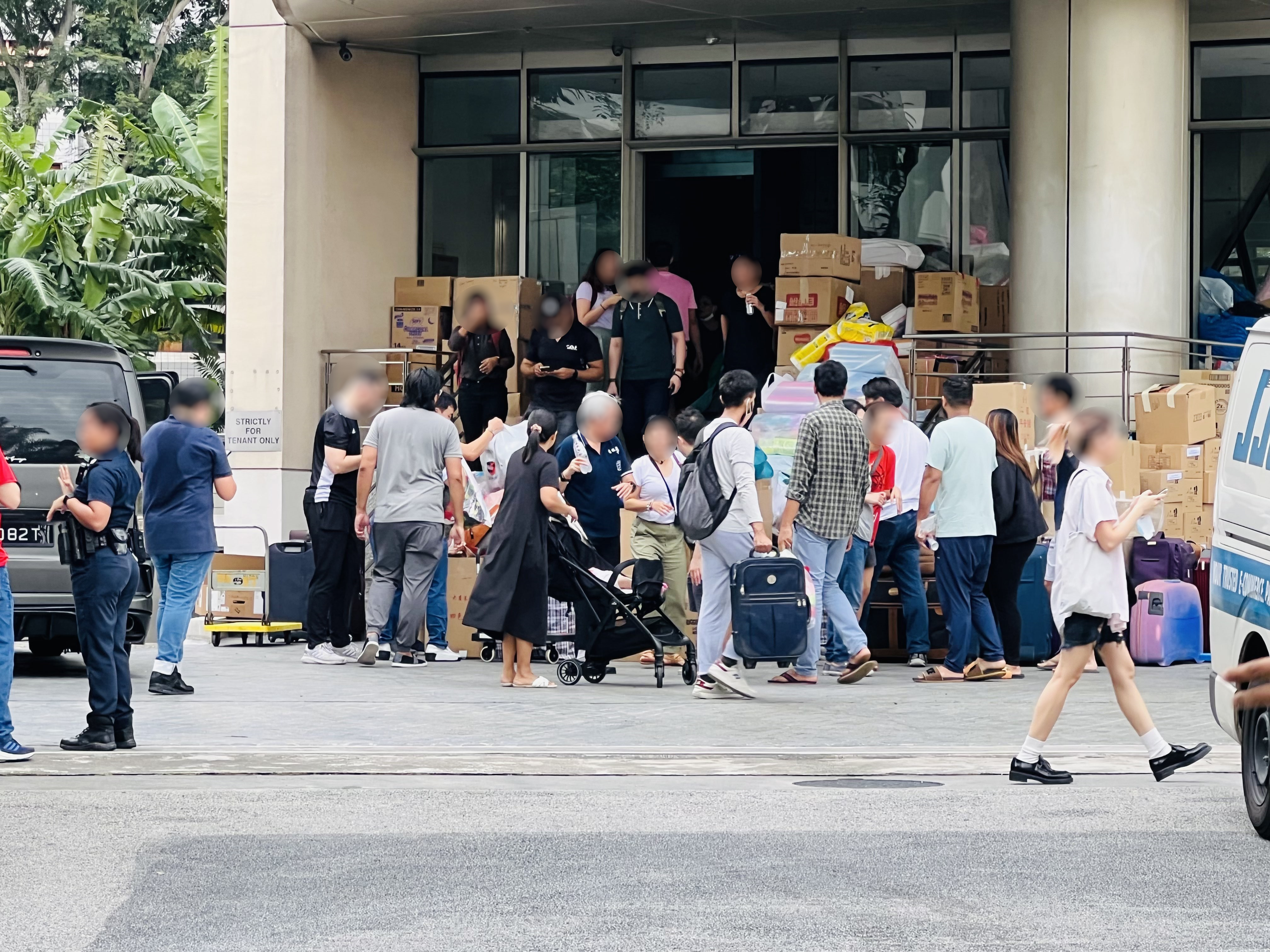
Збір пожертвувань жителями Сінгапуру

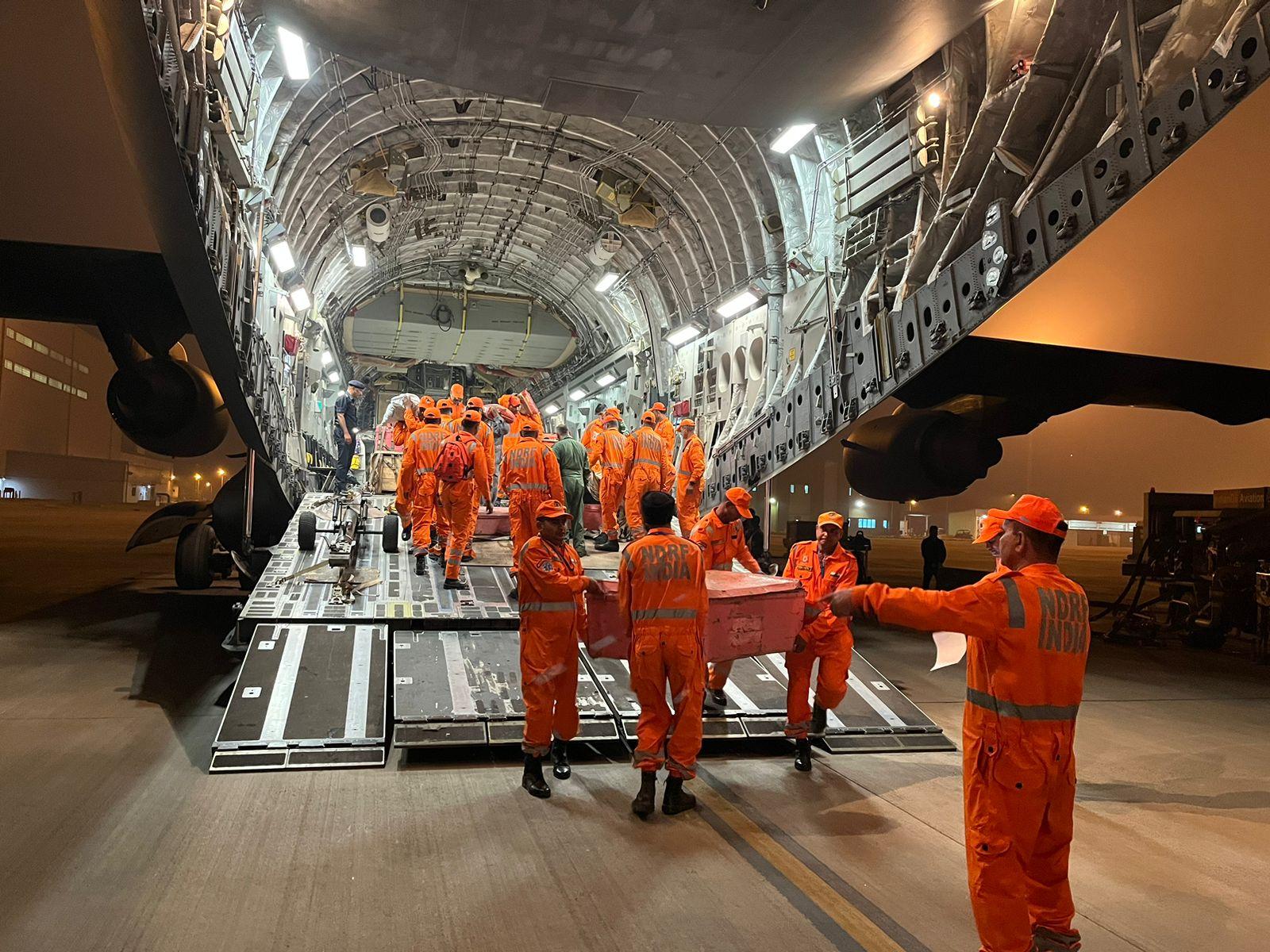
Повітряний транспорт ВПС Індії складається з волонтерів NDRF та обладнання для рятувальних операцій

Лідери багатьох країн висловили співчуття Туреччині та Сирії. До 9 лютого, через три дні після землетрусу, 95 країн і 16 міжнародних організацій запропонували допомогу Туреччині, і до Туреччини було направлено 6479 рятувальників із 56 країн. Була також запропонована грошова підтримка. З іншого боку, контакт із Сирією був «з меншим ентузіазмом».

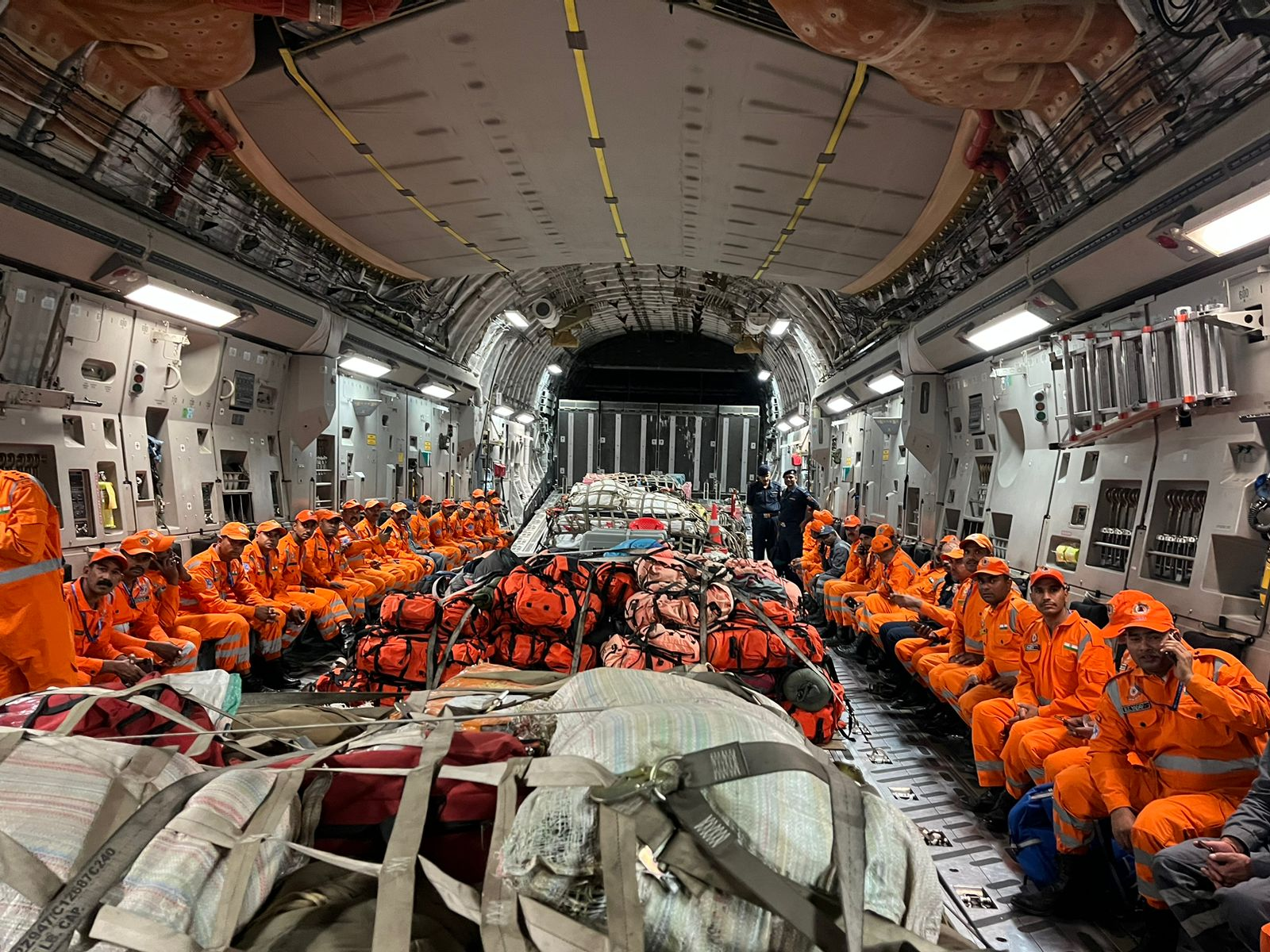
ВПС Індії перекидають національні сили реагування на стихійні лиха разом із обладнанням і собаками-рятувальниками до Туреччини

### Організації

#### Ліга арабських держав
Генеральний секретар Ліги арабських держав Ахмед Абул Гейт закликав до надання міжнародної допомоги тим, хто постраждав від «цієї гуманітарної катастрофи».

#### Європейський союз
Європейський механізм цивільного захисту Європейського Союзу, в якому бере участь Туреччина, незважаючи на те, що вона не є членом ЄС, був активований на запит Туреччини. ЄС направив тридцять одну рятувальну команду та п'ять медичних бригад із 23 країн-членів до Туреччини та Сирії, виділив 3 мільйони євро та 3,5 мільйона євро Туреччині та Сирії відповідно та оголосив донорську конференцію для збору коштів. Програма «Коперник» також була активована для надання екстрених картографічних послуг та іншої допомоги.

#### Організація Північноатлантичного договору (НАТО)
Генеральний секретар НАТО Єнс Столтенберг заявив, що країни-члени мобілізують підтримку. Для транспортування пошуково-рятувального обладнання використовувався Засоби стратегічних авіаперевезень. НАТО розгорнула «повністю обладнані напівпостійні притулки» для розміщення переміщених осіб у Туреччині. Прапори на штаб-квартирі НАТО також були приспущені.

#### ООН
Декілька агенцій Організації Об'єднаних Націй оголосили про скоординовану відповідь на стихійне лихо, зокрема UNDAC, OCHА, УВКБ ООН, ЮНІСЕФ та IOM. Регіональний директор Всесвітньої організації охорони здоров'я в Європі Ханс Клюге заявив, що регіональні офіси організації допомагають міжнародним зусиллям транспортувати медикаменти та обладнання для надання допомоги. ООН виділила 25 мільйонів доларів зі свого надзвичайного фонду для надання гуманітарної допомоги Туреччині та Сирії. Другий грант у розмірі 25 мільйонів доларів США було виділено для надання допомоги в Сирії. ООН відправила гуманітарну допомогу в Сирію через турецький прикордонний пункт Баб-аль-Хава.

#### Світовий банк
Світовий банк заявив, що надасть 1,78 мільярда доларів допомоги Туреччині для підтримки процесу допомоги та відновлення.
Ми надаємо негайну допомогу та готуємо швидку оцінку нагальних і величезних потреб на місцях.
— сказав президент Світового банку Девід Малпасс.

#### Інші
- Islamic Relief запустила глобальний збір 20 млн фунтів для допомоги, включаючи їжу, медичне приладдя, притулок та інші предмети для задоволення негайних потреб тих, хто постраждав від землетрусів у Сирії та Туреччині[162].
- БФ World Jewish Relief звернувся з екстреним закликом надати екстрену допомогу Туреччині[163]. Єврейська федерація збирала гроші для Туреччини[164]. Понад 50 єврейських громад зробили пожертви на ліквідацію наслідків землетрусу[165].
- Декілька турецьких гуманітарних установ, як-от AHBAP, Турецькі благодійні фонди (базований у США)[166] і Турецький Червоний Півмісяць (крім інших членів IFRC у всьому світі)[167], також звернулися з екстреними закликами допомогти постраждалим[168].
- Міжнародний комітет порятунку опчав готувати предмети першої необхідності та надавати медичні послуги в постраждалих районах[169].
- Лікарі без кордонів (MSF), які вже присутні та діють у Сирії через сирійську громадянську війну, розширили діяльність на північ Сирії, надаючи медичну допомогу постраждалим[170]. MSF отримала 10 млн євро від фонду IKEA.
- УЄФА та їхній Фонд для дітей пожертвували 200 000 євро[171].
- За даними прем'єр-міністра Пакистану Шехбаза Шаріфа, анонімний пакистанець із США пожертвував 30 млн дол.[172]
- Malteser International, агентство допомоги Мальтійського ордену, направило рятувальну команду до Газіантепу, як служба допомоги Мальтійського ордену в Угорщині організувала операції з надання допомоги в Алеппо, Сирія[173]. Malteser International також виділив 400 тис. євро на допомогу.